# Brindas
Brindas ist eine französische Gemeinde  mit 6718 Einwohnern (Stand: 1. Januar 2022) im Département Rhône in der Region Auvergne-Rhône-Alpes. Sie gehört zum Arrondissement Lyon und zum Kanton Brignais. Die Einwohner heißen Brindasiens.

## Geographie
Brindas liegt etwa 15 Kilometer südwestlich von Lyon im Yzerontal, der die Gemeinde im Norden begrenzt. Umgeben wird Brindas von Grézieu-la-Varenne im Norden, Craponne und Francheville im Nordosten, Chaponost im Osten, Soucieu-en-Jarrest und Messimy im Süden und Vaugneray im Westen und Nordwesten. 
Brindas liegt im Weinbaugebiet Coteaux du Lyonnais.

## Geschichte
994 wird die Kirche Saint-Romain de Briendaco in den Büchern der Metropolitankirche von Lyon erwähnt. 

### Bevölkerungsentwicklung
| Jahr                       | 1962 | 1968 | 1975 | 1982 | 1990 | 1999 | 2006 | 2011 |
| Einwohner                  | 1289 | 1560 | 2097 | 3204 | 3555 | 4555 | 5243 | 5585 |
| Quellen: Cassini und INSEE |      |      |      |      |      |      |      |      |

## Trivia
In Brindas soll das Puppentheater um die Puppe Guignol entstanden sein. Seit 2008 ist in Brindas das Guignol-Theatermuseum geöffnet.